# Domicil
Domicil (z lat. domicilium, od domi colium, bydlení v domě) znamená obecně bydliště, místo stálého pobytu fyzické osoby nebo sídlo právnické osoby, případně trvalé bydliště osoby v určitém státě. Ve starších společnostech byl domicil důležitým údajem o každém člověku, s rostoucí mobilitou ztrácel na významu.
V žurnalistice domicil označuje místo, kde zpráva vyšla, případně ke kterému se vztahuje. Může být uveden spolu s datem v záhlaví nebo na začátku perexu.
V právu navíc specificky označuje místo splatnosti směnky, pokud se liší od místa jejího vydání.